# Barão de Palença
Barão de Palença foi um título nobiliárquico criado por decreto de 13 de maio de 1824, do rei D. João VI de Portugal, a favor do diplomata russo de origem francesa Franz Frantsevich Borel (em russo: Франц Францевич Борель), ao tempo encarregado de negócios do Império Russo junto da Corte Portuguesa. Criado em agradecimento pela ação do diplomata russo durante a Abrilada, o título foi concedido em três vidas. A aceitação do título e o seu uso no Império Russo foram autorizados por decreto do czar Alexandre I da Rússia datado de 25 de julho de 1825.
O título foi usado pelas seguintes pessoas:
1. Franz Frantsevich Borel, 1.º barão de Palença (em russo: Франц Францевич Борель, барон Паленцский, frequentemente transliterado Franz Franzevich Borel-Palentssky);